# Cadeia de Walvis

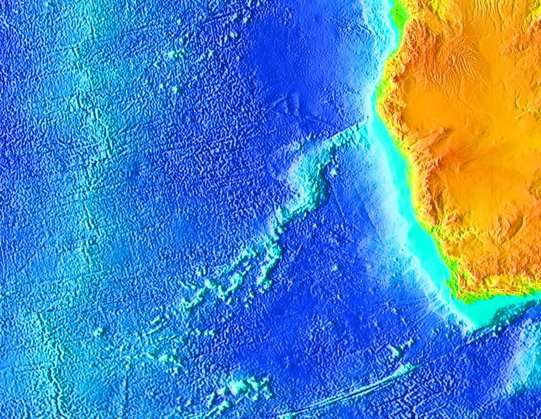
A Cadeia de Walvis se estende por cerca de 3.000 km da plataforma continental africana ao hotspot de Tristão da Cunha, separando as bacias de Angola e do Cabo.

A Cadeia de Walvis (walvis significa baleia em holandês e africâner) é uma crista oceânica assísmica no sul do Oceano Atlântico. Mais de 3,000 quilômetros (1,864 mi) de comprimento, estende-se desde a Cordilheira Mesoatlântica, perto de Tristão da Cunha e das Ilhas Gough, até a costa africana (a 18°S no norte da Namíbia ). A Cadeia de Walvis é um dos poucos exemplos de uma cadeia de montanhas submarinas de hotspot que liga uma província de basalto de inundação a um hotspot ativo. Também é considerada uma das faixas de hotspot mais importantes porque o Hotspot de Tristão é um dos poucos hotspots primários ou do manto profundo.

## Geologia
Além do Dorsal do Atlântico Norte, a Cadeia de Walvis e a Elevação do Rio Grande são as que mais se destacam no fundo do mar do Atlântico Sul. Eles se originaram do vulcanismo de hotspot e juntos formam uma simetria espelhada ao longo da Dorsal do Atlântico Norte, com o Hotspot de Tristão ao centro. Duas das seções distintas na Cadeia de Walvis têm regiões espelhadas semelhantes na Elevação do Rio Grande; por exemplo, a seção leste da Cadeia de Walvis evoluiu em conjunto com o Arco de Torres (o extremo oeste da Elevação do Rio Grande, na costa brasileira) e, à medida que o Atlântico Sul se abriu gradualmente, essas estruturas se separaram. O complexo de montanhas submarinas no extremo oeste da Cadeia de Walvis, no entretanto, não tem uma estrutura semelhante no lado americano, mas há um complexo de montanhas submarinas Zapiola ao sul do extremo leste da Elevação do Rio Grande. A formação dessa estrutura espelhada é o resultado da abertura do Atlântico Sul há cerca de 120 milhões de anos atrás e da grande província ígnea Paraná e Etendeka, as partes mais laterais da estrutura, formadas no início desse processo em áreas que agora estão localizadas no Brasil e na Namíbia .
A Cadeia de Walvis é dividida em três seções principais: 
1. Primeiramente com 600 km (370 mi) de comprimento que se estende da África até, aproximadamente, a longitude 6°E e variando em largura entre 90–200 km (56–120 mi) .
2. Uma segunda seção, 500 km (310 mi) de comprimento, estendendo-se de norte a sul e mais estreito que a primeira seção.
3. E uma terceira seção mais descontínua, que é marcada por montes submarinos e conecta a Cadeia de Walvis ao Dorsal do Atlântico Norte.

Os kimberlitos cretáceos no centro da República Democrática do Congo e Angola se alinham com a Cadeia de Walvis.
A trilha do hotspot Tristão-Gough formou-se pela primeira vez sobre a pluma do manto que formou a grande província ígnea Etendeka-Paraná há cerca de 135 e 132 milhões de anos. Acredita-se que a seção leste da cordilheira tenha sido criada no meio do período Cretáceo, entre 120 e 80 milhões de anos atrás. Enquanto a pluma do manto permaneceu grande e estável, a Cadeia de Walvis oriental se formou junto com a elevação do Rio Grande sobre a Dorsal do Atlântico Norte. Durante o Maastrichtiano, 60 milhões de anos atrás, a orientação de propagação mudou, o que ainda é visível na orientação das várias seções da Cadeia de Walvis. A pluma do manto gradualmente tornou-se instável e bifurcada entre 60 e 70 milhões de anos para produzir as duas hotspot separadas de Tristão e Gough. E finalmente se desintegrou entre 35 e 45 milhões de anos atrás e formou a província de guyot no extremo oeste da cordilheira.
Centenas de explosões vulcânicas foram registradas na Cadeia de Walvis entre 2001 e 2002. Essas explosões pareciam vir de um monte submarino sem nome no lado norte da cordilheira e acredita-se que não tenham relação com o hotspot de Tristão.

### Papel paleoclimático
A Camada de Origem Misteriosa do Eoceno (Elmo) é um período do aquecimento global que ocorreu há 53.7 milhões de anos atrás, cerca de dois milhões de anos após o Máximo Térmico Paleoceno-Eoceno. Este período se manifesta como uma camada de argila vermelha pobre em carbonato exclusiva da Cadeia de Walvis e é semelhante ao PETM, mas de menor magnitude.

## Oceanografia
A Cadeia de Walvis é um obstáculo natural para os anéis das Agulhas, anéis de núcleo quente de mesoescala que se desprendem da Corrente das Agulhas ao sul do Banco das Agulhas . Em média, cinco desses anéis são descartados a cada ano, um número que varia consideravelmente entre os anos. Os anéis tendem a cruzar a Cadeia de Walvis em sua parte mais profunda, mas ainda assim perdem velocidade de transição e muitos anéis decaem rapidamente. Sua velocidade de transição cai de 5,2±3,6 km/dia para 4,6±3,1 km/dia, mas não está claro o quanto a Cadeia de Walvis é responsável por essa queda, já que a velocidade dos anéis cai para 4,3±2,2 km/dia entre a Cadeia de Walvis e o Dorso de Atlântico Norte. Os anéis podem cruzar o Atlântico Sul em 2,5 a 3 anos, mas apenas dois terços vão além da Cadeia de Walvis. Quando os anéis passam sobre a Bacia do Cabo ao sul da Cadeia de Walvis, eles são frequentemente perturbados pela Corrente de Benguela, interação entre os anéis e a topografia do fundo, como o Monte Submarino Vema, mas há menos obstáculos e distúrbios a oeste da Cadeia de Walvis, onde os anéis tendem a se estabilizar. Os anéis das Agulhas transportam cerca de 1-5 Sv (milhões m3/s) de água do Oceano Índico para o Atlântico Sul.
Originando-se em torno da Antártida, a Água de Fundo Antártico (AABW) entra na Bacia do Cabo entre o Banco das Agulhas e a Cordilheira das Agulhas, após a qual flui para o noroeste da Cordilheira das Agulhas. O AABW então reflete no extremo sudoeste da Cadeia de Walvis, flui para nordeste ao longo da cordilheira antes de ser refletido para o sul pelas Águas Profundas do Atlântico Norte, com as quais sai da Bacia do Cabo e deságua no Oceano Índico.